# Barpathār
Barpathār är en ort i Indien.   Den ligger i distriktet Golaghat och delstaten Assam, i den östra delen av landet, 1 700 km öster om huvudstaden New Delhi. Barpathār ligger 123 meter över havet och antalet invånare är 7 445.
Terrängen runt Barpathār är platt, och sluttar österut. Runt Barpathār är det tätbefolkat, med 276 invånare per kvadratkilometer. Närmaste större samhälle är Silapathar, 11,9 km sydväst om Barpathār. I omgivningarna runt Barpathār växer huvudsakligen savannskog.